# سواد تکنولوژی

## سواد تکنولوژی
سواد فناوری توانایی استفاده، مدیریت، درک و ارزیابی فناوری است. سواد فناورانه با سواد دیجیتالی مرتبط است، زیرا وقتی فردی در استفاده از رایانه و سایر دستگاه‌های دیجیتال برای دسترسی به اینترنت مهارت داشته باشد، سواد دیجیتال به او این توانایی را می‌دهد که از اینترنت برای کشف، بررسی، ارزیابی، ایجاد و استفاده از اطلاعات از طریق پلتفرم‌های دیجیتال، مانند مرورگرهای وب، پایگاه‌های داده، مجلات آنلاین، مجلات، روزنامه‌ها، وبلاگ‌ها و سایت‌های رسانه‌های اجتماعی مختلف استفاده کند.
علاوه بر این، سواد فناوری شامل درک عمیق‌تری از نحوه کار فناوری‌های مختلف، توانایی حل مسائل فنی و توانایی به کارگیری ابزارها و نرم‌افزارهای مختلف برای افزایش بهره‌وری است. افرادی که سواد فناوری دارند، می‌توانند به طور موثر از نرم‌افزارهای مختلف برای انجام کارهای روزمره، تحلیل داده‌ها و ارائه اطلاعات به شکل‌های مختلف استفاده کنند.
این افراد همچنین باید قادر باشند تا امنیت سایبری را درک کرده و به کار گیرند تا از اطلاعات شخصی و حرفه‌ای خود محافظت کنند. آن‌ها باید با اصول اولیه امنیت شبکه، رمزنگاری، مدیریت گذرواژه‌ها و شناسایی تهدیدات امنیتی آشنا باشند.
سواد فناورانه همچنین شامل توانایی به‌روز ماندن با پیشرفت‌های سریع فناوری است. این امر نیازمند تعهد به یادگیری مادام‌العمر و ارتقاء مهارت‌ها از طریق آموزش‌های مداوم، شرکت در کارگاه‌ها و مطالعه منابع آموزشی مرتبط است.
در محیط کاری، سواد فناورانه به افراد کمک می‌کند تا بهره‌وری بیشتری داشته باشند و بتوانند با تغییرات سریع فناوری و نیازهای شغلی سازگار شوند. از این رو، تقویت سواد فناورانه نه تنها در سطح فردی بلکه در سطح سازمانی نیز اهمیت بسیاری دارد و می‌تواند منجر به نوآوری و بهبود فرآیندهای کاری شود.
در نهایت، سواد فناورانه تنها به مهارت‌های فنی محدود نمی‌شود، بلکه شامل توانایی نقد و ارزیابی تاثیرات اجتماعی، فرهنگی و اخلاقی فناوری نیز می‌شود. این جنبه از سواد فناورانه به افراد کمک می‌کند تا درک بهتری از نحوه تاثیرگذاری فناوری بر جامعه و محیط زیست داشته باشند و تصمیم‌گیری‌های آگاهانه‌تری در این زمینه انجام دهند.

### یونسکو و سواد فناوری
یونسکو (سازمان آموزشی، علمی و فرهنگی ملل متحد) با اطمینان از اینکه مربیان از فناوری در همه جنبه‌های تدریس خود استفاده می‌کنند، تلاش می‌کند تا سواد فناوری را برای دانش‌آموزان در سراسر جهان ارتقا دهد. این سازمان با ارائه برنامه‌های آموزشی و کارگاه‌های تخصصی، به معلمان کمک می‌کند تا مهارت‌های لازم برای ادغام فناوری در فرآیند یاددهی-یادگیری را کسب کنند. هر چه دانش‌آموزان نه تنها با یادگیری در مورد فناوری بلکه با یادگیری با فناوری بیشتر آشنا شوند، آمادگی بیشتری برای استفاده از فناوری برای بهبود زندگی خود خواهند داشت. این رویکرد نه تنها به دانش‌آموزان امکان می‌دهد که مهارت‌های فنی مورد نیاز برای بازار کار آینده را کسب کنند، بلکه توانایی آن‌ها را در حل مسائل پیچیده و تفکر انتقادی افزایش می‌دهد. همچنین، یونسکو با ترویج استفاده مسئولانه و اخلاقی از فناوری، دانش‌آموزان را به شهروندان دیجیتال آگاه و مسئولیت‌پذیر تبدیل می‌کند که می‌توانند در جامعه‌ای فناوری‌محور نقش موثری ایفا کنند. به این ترتیب، تلاش‌های یونسکو در زمینه سواد فناوری نه تنها به تقویت مهارت‌های فنی دانش‌آموزان کمک می‌کند، بلکه به توسعه همه‌جانبه و پایدار جوامع نیز می‌انجامد.
یک ماژول کامل در انتشارات یونسکو در سال ۲۰۱۱ تحت عنوان "چارچوب شایستگی ICT برای معلمان"، بر سواد فناوری در کلاس درس تمرکز دارد. این نشریه در سال ۲۰۱۸ به‌روزرسانی شد تا شایستگی‌های در حال تحول ICT (فناوری اطلاعات و ارتباطات) را منعکس کند. این چارچوب در سراسر جهان برای توسعه فناوری اطلاعات و ارتباطات در سیاست‌های آموزشی، استانداردهای معلمان، معیارهای ارزیابی، طراحی برنامه درسی و توسعه برنامه درسی مورد استفاده قرار گرفته است.
یکی از نکات برجسته در نشریه به‌روز شده نشان می‌دهد که چگونه ماژول سواد فناوری در برنامه درسی ICT در آموزش برای یک مدرک لیسانس توسط دانشگاهی در آمریکای لاتین و منطقه کارائیب و مدرک کاردانی توسط کالج‌های آموزش معلم محلی به کار گرفته شد. سواد فناوری محور برنامه کاردانی و دو سال اول کارشناسی آموزش و پرورش است. برخی از مهارت‌ها و دانش آموزش داده شده در این برنامه شامل نحوه کار با سخت‌افزار کامپیوتر، یادگیری اصطلاحات و عملکرد قطعات سخت‌افزاری و تجهیزات جانبی (مانند لپ‌تاپ، چاپگر، و وسایل ذخیره‌سازی) و نحوه عیب‌یابی در صورت کار نکردن کامپیوتر است. همه این آموزش‌ها به دانش‌آموزان کمک می‌کند تا بر دلهره یا ترس از استفاده از فناوری غلبه کنند.
یکی دیگر از موضوعات مورد توجه، پردازش کلمه است که شامل نحوه عملکرد یک واژه‌پرداز، تفاوت آن با ماشین تحریر، نحوه استفاده از نرم‌افزار واژه‌پرداز در رایانه، نحوه قالب‌بندی اسناد، و نحوه بررسی دستور زبان و املا می‌شود. این مهارت‌ها به دانش‌آموزان کمک می‌کند تا از فناوری به‌طور موثرتری استفاده کنند و توانایی‌های خود را در محیط آموزشی و حرفه‌ای بهبود بخشند.
در سال 2016، یونسکو توضیح داد که چگونه معلمان می توانند سواد فناوری را در کلاس های درس خود هنگام ارائه آموزش ICT نشان دهند. معلمان باید :
- شرح و نشان دادن وظایف و کاربردهای اساسی واژه‌پردازها، مانند ورود متن، ویرایش متن، قالب‌بندی متن و چاپ، توصیف و نشان دادن هدف و ویژگی‌های اساسی نرم‌افزار ارائه و سایر منابع دیجیتال.
- هدف و عملکرد اصلی نرم افزار گرافیکی را شرح دهید و از یک بسته نرم افزاری گرافیکی برای ایجاد یک نمایشگر گرافیکی ساده استفاده کنید.
- اینترنت و شبکه جهانی وب را توصیف کنید، کاربردهای آنها را توضیح دهید، و نحوه عملکرد یک مرورگر را شرح دهید و از URL برای دسترسی به یک وب سایت، استفاده از موتور جستجو استفاده کنید.
- یک حساب ایمیل ایجاد کنید و از آن برای یک سری مکاتبات ایمیلی پایدار استفاده کنید، از فن‌آوری‌های ارتباطی و همکاری مشترک مانند (ایمیل)، پیام‌های متنی ، کنفرانس ویدیویی، و همکاری مبتنی بر وب و محیط‌های اجتماعی استفاده کنید.
- از نرم افزار نگهداری سوابق شبکه ای برای حضور، ارائه نمرات و حفظ سوابق دانش آموزان استفاده کنید.
- بسته های آماده، نرم افزارهای آموزشی ، تمرین و تمرین و منابع وب را برای دقت و همسویی با استانداردهای برنامه درسی پیدا کنید و آنها را با نیازهای دانش آموزان خاص مطابقت دهید. [1]

در 9 مه 2019، دفتر یونسکو در قاهره یک پروژه سواد فناوری را با هدف آموزش مهارت‌های سوادآموزی پایه، مهارت‌های زندگی و توانمندسازی قانونی به 150 تا 200 زن بی‌سواد بین 15 تا 35 سال ساکن در استان جیزه آغاز کرد. این پروژه به عنوان بخشی از تلاش‌های یونسکو برای کاهش نابرابری‌های جنسیتی در دسترسی به آموزش و فناوری طراحی شده است و هدف آن ارتقای توانمندی‌های زنان از طریق آموزش و استفاده از فناوری است.
این برنامه آموزشی شامل چندین ماژول مختلف است که هر کدام به یکی از جنبه‌های مهم سوادآموزی و توانمندسازی زنان اختصاص دارد. در ماژول سوادآموزی پایه، زنان با مهارت‌های خواندن، نوشتن و حساب کردن آشنا می‌شوند. این مهارت‌ها پایه‌ای برای یادگیری‌های بعدی و توانایی استفاده از فناوری‌های دیجیتال فراهم می‌کنند.
ماژول مهارت‌های زندگی به زنان کمک می‌کند تا مهارت‌های عملی و اجتماعی لازم برای مدیریت زندگی روزمره خود را به دست آورند. این مهارت‌ها شامل مدیریت مالی، حل مسئله، تصمیم‌گیری، و ارتباطات موثر است که به زنان کمک می‌کند تا در جامعه به صورت مستقل و موثر عمل کنند.
ماژول توانمندسازی قانونی به زنان اطلاعات و آموزش‌های لازم درباره حقوق قانونی‌شان ارائه می‌دهد. این بخش از برنامه به زنان کمک می‌کند تا از حقوق خود آگاه شوند و بتوانند از آن‌ها در مواقع ضروری دفاع کنند. این آموزش‌ها شامل حقوق زنان در زمینه‌های مختلف مانند حقوق کار، حقوق خانواده، و حقوق مدنی است.
در بخش سواد فناوری، زنان با اصول اولیه استفاده از کامپیوتر، اینترنت و سایر ابزارهای دیجیتال آشنا می‌شوند. آن‌ها یاد می‌گیرند چگونه از این فناوری‌ها برای جستجوی اطلاعات، ارتباط با دیگران و انجام کارهای روزمره استفاده کنند. این مهارت‌ها به آن‌ها امکان می‌دهد تا از فرصت‌های آموزشی و شغلی بیشتری بهره‌مند شوند و توانایی‌های خود را در زمینه‌های مختلف ارتقا دهند.
این پروژه نه تنها به افزایش سوادآموزی و توانمندسازی زنان کمک می‌کند، بلکه به عنوان یک مدل موفق برای دیگر مناطق محروم و گروه‌های آسیب‌پذیر نیز می‌تواند مورد استفاده قرار گیرد. تلاش‌های یونسکو در این زمینه نشان‌دهنده تعهد این سازمان به ترویج برابری جنسیتی و دسترسی عادلانه به آموزش و فناوری برای همه افراد است.